# ルカ・ロッセッティーニ
ルカ・ロッセッティーニ（Luca Rossettini, 1985年5月9日 - ）は、イタリア・パドヴァ出身の元サッカー選手。現役時代のポジションはディフェンダー。U-20、U-21のイタリア代表経験を持っている。

## 経歴

### クラブ
地元パドヴァのサッカークラブ、カルチョ・パドヴァのユース出身。その後トップチームに昇格し、パドヴァが所属していたセリエC1でプレー。
2007年7月11日、ACシエナに共同保有の形で移籍。9月15日のACミラン戦でセリエAデビューを果たした。2007-08シーズンは25試合に出場。シーズン終了後には残りの保有権もシエナが買取り完全移籍を果たした。しかし完全移籍を果たした矢先の12月に左膝十字靭帯を断裂した。約1年半のリハビリを余儀なくされ、2009-10シーズンにはチームもセリエBへ降格してしまうが、2010-11シーズンに戦列復帰を果たし、クラウディオ・テルツィと強固な守備を形成し、1年でのセリエA復帰に貢献した。
2012年6月21日にカリアリ・カルチョへ完全移籍。2015年6月30日、セリエAに昇格したボローニャFCに移籍した。

### 代表
2014年11月18日に行われるアルバニアとの親善試合でA代表初招集を受けるも、出場機会は訪れなかった。